# Кандори, Митихиро
Митихиро Кандори (англ. Michihiro Kandori; яп. 神取道宏; родился 21 августа 1959, Саппоро, Япония) — японский экономист, профессор экономики Токийского университета.

## Биография
Митихиро родился 21 августа 1959 года в Саппоро.
Кандори в 1982 году получил степень бакалавра наук по экономике в Токийском университете. Кандори отправился в США, где в 1989 году был удостоен степени доктора философии по экономике в Стэнфордском университете.
Преподавательскую деятельность начал в качестве ассистента профессора в Пенсильванском университете в 1989—1990 годах, затем ассистентом профессора в Принстонском университете в 1990—1992 годах. В 1992 году вернулся в Японию в качестве ассоциированного профессора в 1992—1999 годах, полного профессора с 1999 года в Токийском университете.
Митихиро Кандори был помощником редактора журнала Econometrica в 1998—2001 годах и Journal of Economic Theory в 1994—2005 годах, Theoretical Economics в 2005—2016 годах, был приглашённым спикером на Европейском собрании экономических исследований, отобранных журналом The Review of Economic Studies в 1989 году, приглашённым спикером 7-го Всемирного конгресса эконометрического общества в 1995 году.
М. Кандори является приглашённым профессором экономики на факультете искусств и наук при Гарвардском университете, помощником редактора Journal of Political Economy, выбранным членом с 1999 года, членом совета с 2015 года Эконометрического общества, а в 2001—2006 годах членом совета Эконометрического общества, выбранным членом с 2011 года, а членом комитета с 2015 года Общества развития экономической теории до 2018 года, членом совета Общества теории игр с 2004 года.

## Вклад в науку
М. Кандори в соавторстве с Джорджем Майлатом и Рафаэлем Роббом в своей статье от 1993 года «Обучение, мутация и долгосрочное равновесие в играх», развивая эволюционную теорию игр, вводят из работ биологов понятие мутации, последовательности небольших стохастических шоков, когда редкие ошибки позволяют агентам совершать действия вопреки существующим тенденциям и предотвращают первоначальную конфигурацию из определения долгосрочной игры. Агенты при выборе стратегий моментально не реагируют на изменения окружающей среды (что может быть определено как инертность), а действуют недальновидно, в связи с чем существует вероятность смены ими стратегий под воздействием мутаций. 

## Награды
Митихиро Кандори за свои заслуги был отмечен:
- 1985 — стипендия Мурата Оверсиса;
- 2002 — приз Накахара от Японской экономической ассоциации.